# King's Quest VII: The Princeless Bride
King's Quest VII - The Princeless Bride è un'avventura grafica pubblicata nel 1994 da Sierra Entertainment. Si presenta con una grafica ad alta risoluzione ed uno stile che può ricordare i primi film della Disney. È l'unico videogioco della serie King's Quest ad avere due personaggi giocabili nonché l'unico a dividere la storia in capitoli.
King's Quest VII è l'unico della saga in cui la Regina Valanice ha un ruolo maggiore e l'unico in cui Re Graham non appare, tuttavia è nei crediti dei doppiatori del videogioco, quindi si può supporre che originariamente fosse prevista una sua apparizione.
È arrivato in Italia completamente tradotto e doppiato.

## Trama
All'inizio del gioco la Regina Valanice sta spiegando alla figlia, la Principessa Rosella, l'importanza del matrimonio. Tuttavia Rosella è riluttante all'idea di sposarsi e sogna una vita di avventure. Ad un tratto, specchiandosi nell'acqua di un laghetto, ha una visione di un regno lontano e dall'acqua spunta un colibrì. Incuriosita, Rosella si tuffa nel lago nella speranza di raggiungere quella terra lontana. Spaventata, la madre decide di seguirla. Entrambe vengono risucchiate in un vortice che le trasporta lontano, Rosella viene afferrata da una mano apparsa dal nulla mentre Valanice finisce in un deserto.
Una volta ripresasi, Valanice scopre di essere finita nel deserto che confina con il regno di Eldritch, un mondo magico popolato da strani personaggi. Nel frattempo Rosella, tramutatasi in troll, scopre che la mano che l'ha afferrata appartiene al Re dei Troll che vuole sposarla. Mentre le due vagano per il regno di Eldritch cercando di ritrovarsi, scoprono che questo mondo è in pericolo, la malvagia maga Malicia progetta infatti di far esplodere un vulcano.

## Nome
Il titolo del gioco è un omaggio alla novella (poi diventata film) La storia fantastica (il cui titolo originale era The Princess Bride) di William Goldman.
Il titolo si riferisce comunque anche alla trama.

## Gioco
KQVII è molto diverso dagli altri gioco della saga per quanto riguarda la struttura. La trama è divisa in sei capitoli, ognuno principalmente in una diversa regione di Eldritch. Il giocatore si alterna al comando di Valanice e Rosella, ogni capitolo è infatti incentrato su una delle due protagoniste. Le due attraversano spesso gli stessi luoghi ma si incontrano solo alla fine del gioco.
A parte il sistema a doppio protagonista, la principale novità del gioco è il puntatore luminoso. Ogni volta che il giocatore sposta il puntatore del mouse, che nel gioco ha la forma di uno scettro, su un oggetto o su un personaggio con cui è possibile interagire, il puntatore cambia aspetto, segnalando al giocatore la possibilità di un'azione che può essere prendere, usare, parlare, guardare, ecc. Nei precedenti giochi non venivano segnalati i punti in cui era possibile interagire. I primi giochi della serie avevano un'interfaccia testuale, ossia era necessario digitare con la tastiera l'azione che si intendeva effettuare. I più recenti adottavano invece un sistema simile allo Scumm ideato dalla LucasArts con una serie di pulsanti da cliccare con il mouse che servivano a decidere quale azione effettuare.
Alcuni enigmi del gioco sono a risoluzione multipla, ossia possono essere risolti utilizzando oggetti diversi. Sono presenti inoltre due finali, uno negativo ed uno positivo, dipendentemente dal fatto che Rosella nella parte finale del gioco riesca o no a salvare il suo corteggiatore Edgar (Introdotto in King's Quest IV: The Perils of Rosella).
Nel gioco è possibile morire, tuttavia non appare mai il Game Over, in quanto il gioco concede sempre un'ulteriore possibilità con un semplice click del mouse.
Pur facendo parte di una saga, Sierra ha optato per una strategia che permettesse anche a chi non ha completato i precedenti titoli, di poter godere il gioco. Infatti i riferimenti ai giochi e ai personaggi passati sono minimi e la storia può essere capita anche da chi si è avvicinato alla serie per la prima volta.
Uno dei punti forti del gioco è la grafica, molto elaborata per l'epoca e ricca di colori, con uno stile favolistico a cartone animato che come già detto può ricordare quello dei primi lungometraggi Disney. Molti personaggi del gioco prendono spunto da personaggi di favole o leggende di svariate parti del mondo. C'è ad esempio la famosa gallinella con la paura che il cielo cada. La finta tartaruga di Alice nel Paese delle Meraviglie, le tre moire della mitologia greca, ecc.
Le musiche, in formato midi, sono state composte da Neal Grandstaff, Dan Kehler, Mark Seibert, Jay D. Usher. Nell'introduzione del gioco è inoltre presente un brano cantato dalla doppiatrice americana di Rosella.

## Luoghi
Deserto
Una landa inospitale dove Valanice si ritrova una volta uscita dal vortice. Fra le sue dune si aggira uno spirito inquieto. Disseminato di antiche rovine. Un tempo era collegato alla foresta da una caverna, ma l'uscita è stata sigillata da Malicia in modo che nessuno potesse uscirne. I suoi unici abitanti, oltre allo spettro, sono un topo canguro ed un leprotto.
La foresta
Il regno di Attis, signore della caccia, e Ceres, signora della natura. I due sono stati maledetti da Malicia. Senza la loro magia, la foresta sta morendo ed il fiume è seccato. La foresta è separata dal regno di Ooga Booga da un fitto bosco oscuro abitato dai licantropi.
Ooga Booga
Una landa spettrale dove quasi tutti gli abitanti sono morti viventi. Un tempo era governata con giustizia dal conte Tzepish, ma da quando ha perso la testa l'Uomo Nero è stato libero di diffondere la paura. Nonostante il loro aspetto, la maggior parte degli abitanti sono amichevoli. Le persone più richieste sono il becchino, sempre indaffarato a scavare nuove tombe, ed il medico legale, che oltre all'estrema unzione dei trapassati fornisce anche pezzi di ricambio come occhi, gambe... ai già defunti.
Vulcanix Sotterraneo
È il regno dei Troll, comandato da Re Otar Fenris III. Suo è il compito di controllare il grande vulcano che sorge sopra il regno. Da un po' di tempo il re ha iniziato a comportarsi stranamente ed ha fatto la sua comparsa la perfida strega Malicia, causando i sospetti di Matilda. È collegato ad Ooga Booga tramite un ascensore.
Falderal
È la città dei matti. Suo signore è l'arciduca Fifi Le Yipyap, eletto arciduca proprio perché è il più matto di tutti. Gli unici abitanti sani di mente sono Fernando Torello, commerciante di porcellane che fa affari sono con Etheria (vorrebbe trasferirsi là ma è allergico all'ambrosia) e Ersatz, una finta tartaruga che ha aperto un negozio di falsi. Essendo una città di matti, nessuno fa caso al suo aspetto.
Etheria
L'isola volante, il bellissimo regno di Oberon e Titania. Un tempo anche Malicia vi viveva ma è stata cacciata per la sua malvagità. Sull'isola hanno dimora anche le tre moire, tutti i venti del mondo ed il tessitore dei sogni.
Regno dei sogni
In questo mondo caotico regna Mab, la regina dei sogni, che si occupa di distribuire sogni a tutte le creature.

## Personaggi
- Valanice - Dopo la scomparsa della figlia, Valanice si ritrova in un deserto senza alcuna traccia della figlia. Ora la regina di Daventry inizia il suo viaggio per ritrovare la figlia, salvare il regno di Eldritch e ritornare a casa.
- Rosella - Non avendo intenzione di sposarsi, Rosella segue la sua visione tuffando nel lago, ritrovandosi poi, tramutata in troll nel regno di Vulcanix Sotterraneo. Il suo compito ora è recuperare il suo aspetto umano, impedire il suo matrimonio con il re dei troll, salvare il regno di Eldritch, ritrovare la madre e ritornare con lei a casa.
- Edgar - Non appare prima della fine del gioco. Pur essendo cresciuto sulla Terra, è originario del regno di Eldritch. Ingannato dalla strega Malicia che gli ha fatto assumere le sembianze del re dei Troll, non ha più ricordi del suo passato, tranne un interesse per Rosella che non riesce a spiegare. Obbedisce ciecamente agli ordini di Malicia.
- Malicia - Cacciata dal regno di Etheria, Malicia pensa solo alla vendetta. Per questo rapisce il figlio della sorella, la regina di Etheria, e lo spedisce sulla Terra. Successivamente imprigiona il re dei troll e mette al suo posto Edgar, che a causa di un incantesimo non ha più ricordi. Il suo scopo è far eruttare il vulcano di Vulcanix Sotterraneo, cancellando così Etheria ed Eldritch per sempre. Ha un cane, Coccolino, a cui è morbosamente affezionata.
- Dottor Mort. Cadavere - È il medico legale del regno di Ooga Booga, un paese dove la maggior parte degli abitanti sono morti viventi. A dispetto del nome e della professione, è una brava persona ed aiuterà Rosella e Valanice nel loro viaggio.
- Re Otar Fenris III - È il re dei troll di Vulcanix Sotterraneo. Il suo compito principale è controllare che il vulcano che si trova sopra il suo regno resti addormentato. Viene rapito da Malicia e affidato all'Uomo Nero, prima di essere salvato da Rosella.
- Matilde - Era la tata di Otar quando era piccolo. È molto affezionare al re e sospetta di Malicia. Inizialmente diffidente nei confronti di Rosella, l'aiuterà poi a riacquistare il suo aspetto umano.
- Spirito del deserto - Lo spirito di un esploratore perito mentre esplorava il deserto. È condannato a vagare nella sabbia fino a quando non riuscirà ad estinguere la sua sete. Sfortunatamente l'unica acqua presente nel deserto è salata. Sarà Valanice a liberarlo.
- Il topo canguro - Vive nel deserto. Molto miope, parla in rima ed è sempre pronto a barattare oggetti con i viaggiatori.
- Leprotto - Una dispettosa lepre del deserto. Vaga fra la sabbia facendo dispetti a chiunque incontri.
- Attis - Signore della caccia, è stato tramutato in cervo da Malicia mentre la sua amata Ceres è stata trasformata in albero. Lentamente la sua mente sta perdendo umanità, diventando sempre più un cervo. Offrirà il suo aiuto a Valanice dopo che quest'ultima è riuscita a spezzare l'incantesimo.
- Ceres - Signora della natura, è stata trasmutata in albero da Malicia. Verrà liberata da Valanice.
- Spirito della foresta - Un essere antico che conosce i segreti della foresta. Molto anziano, passa tutto il tempo a dormire.
- Arciduca Fifi Le Yipyap - È il signore della città di Falderal. Ha le sembianze di un barboncino. Non è cattivo ma mezzo matto. Ha pregiudizi verso gli umani per il fatto che non hanno peli, scaglie o qualsiasi altra cosa a coprire la pelle. Farà arrestare Valanice con l'accusa di aver rubato la Luna.
- Ersatz - È una finta tartaruga ed ha un negozio nella città di Falderal. È specializzato nella vendita di falsi, ossia oggetti come maschere, polli di gomma, fiori di plastica ecc. Si affeziona molto a Valanice e cercherà di aiutarla in diversi modi.
- Fernando Torello - È un toro che possiede un negozio di ceramiche e cristallerie nella città di Falderal. Disprezza gli abitanti di Falderal per la loro pazzia e si rifiuta di vendere loro qualsiasi cosa. Commercia solo con gli abitanti di Etheria. Il suo solo amico è l'uccellino Tesoro, che però è scomparso. Sarà Valanice a riportarglielo, guadagnandosi la sua amicizia.
- Serpente venditore - Un subdolo venditore di cianfrusaglie che non esita a ricorrere ai più bassi mezzi pur di guadagnare. È lui il rapitore di Tesoro.
- Il becchino - L'uomo più richiesto di Ooga Booga. Il suo compito è scavare tombe in continuazione. Nonostante l'aspetto, è una persona amichevole.
- L'Uomo Nero - Terrorizza Ooga Booga con la sua malvagia presenza. Vive in una tomba sotto un mucchio di ossa. Nella sua tana tiene prigioniero Re Otar, affidatogli dalla strega Malicia. Vuole sposare Lady Tzepish, moglie del conte, ora condannato a vagare sopra Ooga Booga alla ricerca della sua testa.
- Lady Tzepish - Distrutta dalla decapitazione del marito, passa il tempo a piangere disperata davanti alla sua tomba.
- Conte Tzepish - Era il signore di Ooga Booga, l'unico di cui l'Uomo Nero aveva paura. Senza più una testa, è condannato a vagare con il suo cavallo finché non l'avrà ritrovata. Sarà Valanice a liberarlo dalla maledizione e a permettergli di riprendere il suo posto di conte.
- Titania - Regina del regno di Eheria, è la madre di Edgar, nonché sorella di Malicia. È sposata con Oberon. Da quando il figlio è spartito dopo la cacciata di Malicia, non ha fatto altro che cercarlo.
- Oberon - Re di Etheria e marito di Titania. Anche lui è alla ricerca del figlio.
- Le tre Moire - Cloto, Lachesi e Atropo, sono le signore del destino e controllano la vita e la morte degli uomini. Sono le zie del tessitore dei sogni.
- Mab - È la signora dei sogni. È stata trasformata in ghiaccio da Malicia.
- Tessitore dei sogni - Si occupa di tessere i sogni e gli incubi degli umani. È il nipote delle tre moire.